# 세계 로큰롤 연맹
세계 로큰롤 연맹(World Rock'n'Roll Confederation, WRRC)은 댄스스포츠의 세부 종목 중 로큰롤, 부기우기, 린디홉, 부기, 두벨부기 종목을 관할하는 국제 스포츠 행정 기구이다.

## 회원국
| 국가                  | 협회                                         | 코드 | 대륙       | 설립 | 가맹 | 비고 |
| --------------------- | -------------------------------------------- | ---- | ---------- | ---- | ---- | ---- |
| 그리스                | 그리스 댄스스포츠 연맹                       | GRE  | 유럽       |      |      |      |
| 네덜란드              | 네덜란드 댄스스포츠 총협회                   | NED  | 유럽       |      |      |      |
| 노르웨이              | 노르웨이 댄스 연맹                           | NOR  | 유럽       |      |      |      |
| 덴마크                | 덴마크 댄스스포츠 연맹                       | DEN  | 유럽       |      |      |      |
| 독일                  | 독일 로큰롤 부기우기 연맹                    | GER  | 유럽       |      |      |      |
| 러시아                | 전러시아 댄스스포츠 아크로바틱 로큰롤 연맹   | RUS  | 유럽       |      |      |      |
| 레바논                | 레바논 댄스스포츠 연맹                       | LBN  | 아시아     |      |      |      |
| 멕시코                |                                              | MEX  | 남아메리카 |      |      |      |
| 몰도바                | 몰도바 아크로바틱 로큰롤 연맹                | MDA  | 유럽       |      |      |      |
| 몰타                  | 몰타 로큰롤 협회                             | MLT  | 유럽       |      |      |      |
| 미국                  | 미국 아크로바틱 로큰롤 연맹                  | USA  | 북아메리카 |      |      |      |
| 벨기에                | 벨기에 로큰롤 부기우기 연맹                  | BEL  | 유럽       |      |      |      |
| 보스니아 헤르체고비나 | 보스니아 헤르체고비나 댄스스포츠 선수단 협회 | BIH  | 유럽       |      |      |      |
| 세네갈                | 세네갈 로큰롤 연맹                           | SEN  | 아프리카   |      |      |      |
| 스웨덴                | 스웨덴 댄스스포츠 연맹                       | SWE  | 유럽       |      |      |      |
| 스위스                | 스위스 로큰롤 연맹                           | SUI  | 유럽       |      |      |      |
| 스페인                |                                              | ESP  | 유럽       |      |      |      |
| 슬로바키아            | 슬로바키아 댄스스포츠 연맹                   | SVK  | 유럽       |      |      |      |
| 슬로베니아            | 슬로베니아 댄스스포츠 연맹                   | SLO  | 유럽       |      |      |      |
| 아르메니아            | 아르메니아 댄스스포츠 연맹                   | ARM  | 유럽       |      |      |      |
| 아일랜드              | 아일랜드 댄스스포츠 연맹                     | IRL  | 유럽       |      |      |      |
| 오스트레일리아        | 오스트레일리아 댄스스포츠 연맹               | AUS  | 오세아니아 |      |      |      |
| 오스트리아            | 오스트리아 로큰롤 부기우기 댄스스포츠 연맹   | AUT  | 유럽       |      |      |      |
| 우크라이나            | 우크라이나 아크로바틱 로큰롤 연맹            | UKR  | 유럽       |      |      |      |
| 이탈리아              | 이탈리아 댄스스포츠 연맹                     | ITA  | 유럽       |      |      |      |
| 인도                  | 인도 아크로바틱 로큰롤 연맹                  | IND  | 아시아     |      |      |      |
| 일본                  | 일본 댄스스포츠 연맹                         | JPN  | 아시아     |      |      |      |
| 중화인민공화국        |                                              | CHN  | 아시아     |      |      |      |
| 체코                  | 체코 국가 로큰롤 연맹                        | CZE  | 유럽       |      |      |      |
| 카자흐스탄            | 카자흐스탄 공화국 근대 댄스스포츠 연맹       | KAZ  | 아시아     |      |      |      |
| 캐나다                |                                              | CAN  | 북아메리카 |      |      |      |
| 크로아티아            | 크로아티아 로큰롤 협회                       | CRO  | 유럽       |      |      |      |
| 페루                  | 페루 댄스스포츠 연맹                         | PER  | 남아메리카 |      |      |      |
| 폴란드                | 폴란드 로큰롤 연맹                           | POL  | 유럽       |      |      |      |
| 프랑스                | 프랑스 댄스스포츠 연맹                       | FRA  | 유럽       |      |      |      |
| 핀란드                | 핀란드 댄스스포츠 연맹                       | FIN  | 유럽       |      |      |      |
| 헝가리                | 헝가리 댄스스포츠 협회                       | HUN  | 유럽       |      |      |      |

## 참고 문헌
- “Members”. 세계 로큰롤 연맹.
- “세계 로큰롤 연맹”. 국제 협회 연합.

## 같이 보기
- 댄스스포츠
- 로큰롤 (댄스스포츠)
- 부기우기 (댄스스포츠)
- 린디홉
- 부기 (춤)
- 두벨부기
- 세계 댄스스포츠 연맹